# Stamboom Elisabeth van Nassau-Siegen (1584-1661)
Dit is de stamboom van gravin Elisabeth van Nassau-Siegen (1584–1661).
| Stamboom Elisabeth van Nassau-Siegen (1584–1661) | Stamboom Elisabeth van Nassau-Siegen (1584–1661)                                                                                                | Stamboom Elisabeth van Nassau-Siegen (1584–1661)                                                          | Stamboom Elisabeth van Nassau-Siegen (1584–1661) | Stamboom Elisabeth van Nassau-Siegen (1584–1661) | Stamboom Elisabeth van Nassau-Siegen (1584–1661)                                                          | Stamboom Elisabeth van Nassau-Siegen (1584–1661) | Stamboom Elisabeth van Nassau-Siegen (1584–1661) | Stamboom Elisabeth van Nassau-Siegen (1584–1661) | Stamboom Elisabeth van Nassau-Siegen (1584–1661) | Stamboom Elisabeth van Nassau-Siegen (1584–1661)                                                              | Stamboom Elisabeth van Nassau-Siegen (1584–1661) | Stamboom Elisabeth van Nassau-Siegen (1584–1661)                                                          | Stamboom Elisabeth van Nassau-Siegen (1584–1661)                                                           | Stamboom Elisabeth van Nassau-Siegen (1584–1661) | Stamboom Elisabeth van Nassau-Siegen (1584–1661)                                                           | Stamboom Elisabeth van Nassau-Siegen (1584–1661)                                                           |
| ------------------------------------------------ | --- | --- | --- | --- | --- | --- | --- | --- | --- | --- | --- | --- | --- | --- | --- | --- |
| Betovergrootouders                               | Johan V van Nassau-Siegen (1455–1516) ⚭ 1482 Elisabeth van Hessen-Marburg (1466–1523)                                                           | Johan V van Nassau-Siegen (1455–1516) ⚭ 1482 Elisabeth van Hessen-Marburg (1466–1523)                     | Botho III van Stolberg-Wernigerode (1467–1538) ⚭ 1500 Anna van Eppstein-Königstein (1481–1538) | Botho III van Stolberg-Wernigerode (1467–1538) ⚭ 1500 Anna van Eppstein-Königstein (1481–1538) | Johan IV van Leuchtenberg (1470–1531) ⚭ 1502 Margaretha van Schwarzburg-Blankenburg (1482–1518)           | Johan IV van Leuchtenberg (1470–1531) ⚭ 1502 Margaretha van Schwarzburg-Blankenburg (1482–1518) | Frederik V ‘de Oudere’ van Brandenburg-Ansbach (1460–1536) ⚭ 1479 Sofia van Polen (1464–1512) | Frederik V ‘de Oudere’ van Brandenburg-Ansbach (1460–1536) ⚭ 1479 Sofia van Polen (1464–1512) | Filips I van Waldeck-Waldeck (1445–1475) ⚭ 1464 Johanna van Nassau-Siegen (1444–1468) | Filips I van Waldeck-Waldeck (1445–1475) ⚭ 1464 Johanna van Nassau-Siegen (1444–1468)                         | Willem van Runkel (?–1489) ⚭ 1454 Irmgard van Rollingen (?–1514) | Willem van Runkel (?–1489) ⚭ 1454 Irmgard van Rollingen (?–1514)                                          | Gerlach II van Isenburg-Grenzau (?–1500) ⚭ 1455 Hildegard van Sierck (?–1490)                              | Gerlach II van Isenburg-Grenzau (?–1500) ⚭ 1455 Hildegard van Sierck (?–1490)                                                                                   | Hendrik van Hunolstein-Neumagen (?–1486) ⚭ 1466 Elisabeth van Boulay (?–1507)                              | Hendrik van Hunolstein-Neumagen (?–1486) ⚭ 1466 Elisabeth van Boulay (?–1507)                              |
| Overgrootouders                                  | Willem I ‘de Rijke’ van Nassau-Siegen (1487–1559) ⚭ 1531 Juliana van Stolberg-Wernigerode (1506–1580)                                           | Willem I ‘de Rijke’ van Nassau-Siegen (1487–1559) ⚭ 1531 Juliana van Stolberg-Wernigerode (1506–1580)     | Willem I ‘de Rijke’ van Nassau-Siegen (1487–1559) ⚭ 1531 Juliana van Stolberg-Wernigerode (1506–1580) | Willem I ‘de Rijke’ van Nassau-Siegen (1487–1559) ⚭ 1531 Juliana van Stolberg-Wernigerode (1506–1580) | George III van Leuchtenberg (1502–1555) ⚭ 1528 Barbara van Brandenburg-Ansbach (1495–1552)                | George III van Leuchtenberg (1502–1555) ⚭ 1528 Barbara van Brandenburg-Ansbach (1495–1552) | George III van Leuchtenberg (1502–1555) ⚭ 1528 Barbara van Brandenburg-Ansbach (1495–1552) | George III van Leuchtenberg (1502–1555) ⚭ 1528 Barbara van Brandenburg-Ansbach (1495–1552) | Hendrik VIII van Waldeck-Wildungen (1465–1513) ⚭ vóór 1492 Anastasia van Runkel (?–1502/03) | Hendrik VIII van Waldeck-Wildungen (1465–1513) ⚭ vóór 1492 Anastasia van Runkel (?–1502/03)                   | Hendrik VIII van Waldeck-Wildungen (1465–1513) ⚭ vóór 1492 Anastasia van Runkel (?–1502/03) | Hendrik VIII van Waldeck-Wildungen (1465–1513) ⚭ vóór 1492 Anastasia van Runkel (?–1502/03)               | Salentijn VII van Isenburg-Grenzau (vóór 1470–1534) ⚭ Elisabeth van Hunolstein-Neumagen (ca. 1475–1536/38) | Salentijn VII van Isenburg-Grenzau (vóór 1470–1534) ⚭ Elisabeth van Hunolstein-Neumagen (ca. 1475–1536/38)                                                      | Salentijn VII van Isenburg-Grenzau (vóór 1470–1534) ⚭ Elisabeth van Hunolstein-Neumagen (ca. 1475–1536/38) | Salentijn VII van Isenburg-Grenzau (vóór 1470–1534) ⚭ Elisabeth van Hunolstein-Neumagen (ca. 1475–1536/38) |
| Grootouders                                      | Johan VI ‘de Oude’ van Nassau-Siegen (1536–1606) ⚭ 1559 Elisabeth van Leuchtenberg (1537–1579)                                                  | Johan VI ‘de Oude’ van Nassau-Siegen (1536–1606) ⚭ 1559 Elisabeth van Leuchtenberg (1537–1579)            | Johan VI ‘de Oude’ van Nassau-Siegen (1536–1606) ⚭ 1559 Elisabeth van Leuchtenberg (1537–1579) | Johan VI ‘de Oude’ van Nassau-Siegen (1536–1606) ⚭ 1559 Elisabeth van Leuchtenberg (1537–1579) | Johan VI ‘de Oude’ van Nassau-Siegen (1536–1606) ⚭ 1559 Elisabeth van Leuchtenberg (1537–1579)            | Johan VI ‘de Oude’ van Nassau-Siegen (1536–1606) ⚭ 1559 Elisabeth van Leuchtenberg (1537–1579) | Johan VI ‘de Oude’ van Nassau-Siegen (1536–1606) ⚭ 1559 Elisabeth van Leuchtenberg (1537–1579) | Johan VI ‘de Oude’ van Nassau-Siegen (1536–1606) ⚭ 1559 Elisabeth van Leuchtenberg (1537–1579) | Filips IV van Waldeck-Wildungen (1493–1574) ⚭ 1554 Jutta van Isenburg-Grenzau (?–1564) | Filips IV van Waldeck-Wildungen (1493–1574) ⚭ 1554 Jutta van Isenburg-Grenzau (?–1564)                        | Filips IV van Waldeck-Wildungen (1493–1574) ⚭ 1554 Jutta van Isenburg-Grenzau (?–1564) | Filips IV van Waldeck-Wildungen (1493–1574) ⚭ 1554 Jutta van Isenburg-Grenzau (?–1564)                    | Filips IV van Waldeck-Wildungen (1493–1574) ⚭ 1554 Jutta van Isenburg-Grenzau (?–1564)                     | Filips IV van Waldeck-Wildungen (1493–1574) ⚭ 1554 Jutta van Isenburg-Grenzau (?–1564)                                                                          | Filips IV van Waldeck-Wildungen (1493–1574) ⚭ 1554 Jutta van Isenburg-Grenzau (?–1564)                     | Filips IV van Waldeck-Wildungen (1493–1574) ⚭ 1554 Jutta van Isenburg-Grenzau (?–1564)                     |
| Ouders                                           | Johan VII ‘de Middelste’ van Nassau-Siegen (1561–1623) ⚭ 1581 Magdalena van Waldeck-Wildungen (1558–1599)                                       | Johan VII ‘de Middelste’ van Nassau-Siegen (1561–1623) ⚭ 1581 Magdalena van Waldeck-Wildungen (1558–1599) | Johan VII ‘de Middelste’ van Nassau-Siegen (1561–1623) ⚭ 1581 Magdalena van Waldeck-Wildungen (1558–1599) | Johan VII ‘de Middelste’ van Nassau-Siegen (1561–1623) ⚭ 1581 Magdalena van Waldeck-Wildungen (1558–1599) | Johan VII ‘de Middelste’ van Nassau-Siegen (1561–1623) ⚭ 1581 Magdalena van Waldeck-Wildungen (1558–1599) | Johan VII ‘de Middelste’ van Nassau-Siegen (1561–1623) ⚭ 1581 Magdalena van Waldeck-Wildungen (1558–1599) | Johan VII ‘de Middelste’ van Nassau-Siegen (1561–1623) ⚭ 1581 Magdalena van Waldeck-Wildungen (1558–1599) | Johan VII ‘de Middelste’ van Nassau-Siegen (1561–1623) ⚭ 1581 Magdalena van Waldeck-Wildungen (1558–1599) | Johan VII ‘de Middelste’ van Nassau-Siegen (1561–1623) ⚭ 1581 Magdalena van Waldeck-Wildungen (1558–1599) | Johan VII ‘de Middelste’ van Nassau-Siegen (1561–1623) ⚭ 1581 Magdalena van Waldeck-Wildungen (1558–1599)     | Johan VII ‘de Middelste’ van Nassau-Siegen (1561–1623) ⚭ 1581 Magdalena van Waldeck-Wildungen (1558–1599) | Johan VII ‘de Middelste’ van Nassau-Siegen (1561–1623) ⚭ 1581 Magdalena van Waldeck-Wildungen (1558–1599) | Johan VII ‘de Middelste’ van Nassau-Siegen (1561–1623) ⚭ 1581 Magdalena van Waldeck-Wildungen (1558–1599)  | Johan VII ‘de Middelste’ van Nassau-Siegen (1561–1623) ⚭ 1581 Magdalena van Waldeck-Wildungen (1558–1599)                                                       | Johan VII ‘de Middelste’ van Nassau-Siegen (1561–1623) ⚭ 1581 Magdalena van Waldeck-Wildungen (1558–1599)  | Johan VII ‘de Middelste’ van Nassau-Siegen (1561–1623) ⚭ 1581 Magdalena van Waldeck-Wildungen (1558–1599)  |
| Elisabeth van Nassau-Siegen (1584–1661)          | | | | | | | | | | | | | | | | |
| Echtgenoot                                       | ⚭ 1604 Christiaan van Waldeck-Wildungen (1585–1637)                                                                                             | ⚭ 1604 Christiaan van Waldeck-Wildungen (1585–1637)                                                       | ⚭ 1604 Christiaan van Waldeck-Wildungen (1585–1637) | ⚭ 1604 Christiaan van Waldeck-Wildungen (1585–1637) | ⚭ 1604 Christiaan van Waldeck-Wildungen (1585–1637)                                                       | ⚭ 1604 Christiaan van Waldeck-Wildungen (1585–1637) | ⚭ 1604 Christiaan van Waldeck-Wildungen (1585–1637) | ⚭ 1604 Christiaan van Waldeck-Wildungen (1585–1637) | ⚭ 1604 Christiaan van Waldeck-Wildungen (1585–1637) | ⚭ 1604 Christiaan van Waldeck-Wildungen (1585–1637)                                                           | ⚭ 1604 Christiaan van Waldeck-Wildungen (1585–1637) | ⚭ 1604 Christiaan van Waldeck-Wildungen (1585–1637)                                                       | ⚭ 1604 Christiaan van Waldeck-Wildungen (1585–1637)                                                        | ⚭ 1604 Christiaan van Waldeck-Wildungen (1585–1637) | ⚭ 1604 Christiaan van Waldeck-Wildungen (1585–1637)                                                        | ⚭ 1604 Christiaan van Waldeck-Wildungen (1585–1637)                                                        |
| Kinderen                                         | Maria Magdalena van Waldeck-Wildungen (1606–1671) ⚭ 1623 Simon VII ‘de Vrome’ van Lippe-Detmold (1587–1627)                                     | Sofia Juliana van Waldeck-Wildungen (1607–1637) ⚭ 1633 Herman van Hessen-Rotenburg (1607–1658)            | Anna Augusta van Waldeck-Wildungen (1608–1658) ⚭ 1627 Johan VIII van Sayn-Wittgenstein-Hohenstein (1601–1657) | Elisabeth van Waldeck-Wildungen (1610–1647) ⚭ 1634 Willem Wirich van Daun-Falkenstein (1613–1682) | Maurits van Waldeck-Wildungen (1611–1617)                                                                 | Catharina van Waldeck-Wildungen (1612–1649) ⚭ 1631 Simon Lodewijk van Lippe-Detmold (1610–1636) ⚭ 1641 Filips Lodewijk van Sleeswijk-Holstein-Sonderburg-Wiesenburg (1620–1689)                                                | Filips VII van Waldeck-Wildungen (1613–1645) ⚭ 1634 Anna Catharina van Sayn-Wittgenstein (1610–1690) | Christina van Waldeck-Wildungen (1614–1666) ⚭ 1642 Ernst van Sayn-Wittgenstein-Homburg (1599–1649) | Dorothea van Waldeck-Wildungen (1617–na 1669) ⚭ 1641 Emich XIII van Leiningen-Dagsburg-Falkenburg (1612–1657) | Agnes van Waldeck-Wildungen (1618–1651) ⚭ 1651 Johan Filips III van Leiningen-Dagsburg-Emichsburg (1622–1666) | Sibylla van Waldeck-Wildungen (1619–1678) ⚭ 1644 Frederik Emich van Leiningen-Dagsburg-Hartenburg (1621–1698) | Johanna Agatha van Waldeck-Wildungen (1620–1638)                                                          | Gabriël van Waldeck-Wildungen (1621–1624)                                                                  | Johan II van Waldeck-Landau (1623–1668) ⚭ 1644 Alexandrine Maria Gräfin von Vehlen und Meggen (?–1662) ⚭ 1667 Henrica Dorothea van Hessen-Darmstadt (1641–1672) | Louise van Waldeck-Wildungen (1625–?) ⚭ Gerhard Ludwig Freiherr von Effern (?–?)                           | |
| Kleinkinderen                                    | 1. Sophia Elisabeth van Lippe-Detmold (1624–1688) 2. Joost Herman van Lippe-Biesterfeld (1625–1678) 3. Christiaan van Lippe-Detmold (1626–1636) | 1. Doodgeboren zoon (1634) 2. Juliana van Hessen-Rotenburg (1636–1636)                                    | 1. Lodewijk Christiaan van Sayn-Wittgenstein-Hohenstein (1629–1683) 2. George Willem van Sayn-Wittgenstein-Hohenstein (1630–1657) 3. Johan Frederik van Sayn-Wittgenstein-Hohenstein (1631–1656) 4. Gustaaf van Sayn-Wittgenstein-Hohenstein (1633–1701) 5. Elisabeth Juliana van Sayn-Wittgenstein-Hohenstein (1634–1689) 6. Anna Sophia van Sayn-Wittgenstein-Hohenstein (1635–?) 7. Hendrik van Sayn-Wittgenstein-Hohenstein (1637–1637) 8. Augusta van Sayn-Wittgenstein-Hohenstein (1638–1669) 9. Otto van Sayn-Wittgenstein-Hohenstein (1639–1683) 10. Christiana Louise van Sayn-Wittgenstein-Hohenstein (1640–?) 11. Maria Magdalena van Sayn-Wittgenstein-Hohenstein (1641–1701) 12. Frederik Willem van Sayn-Wittgenstein-Hohenstein (1643–1644) 13. Elisabeth Charlotte van Sayn-Wittgenstein-Hohenstein (1644–1698) 14. Christina van Sayn-Wittgenstein-Hohenstein (1645–?) 15. Frederik Willem van Sayn-Wittgenstein-Vallendar (1647–1685) 16. Concordia van Sayn-Wittgenstein-Hohenstein (1648–1683) 17. Louise Philippine van Sayn-Wittgenstein-Hohenstein (1652–1722) | 1. Anna Elisabeth van Daun-Falkenstein (1636–1673) 2. Ferdinand van Daun-Falkenstein (1636–1642) 3. Carolina Augusta van Daun-Falkenstein (1637–?) 4. Amalia Sibylla van Daun-Falkenstein (1639–?) 5. Christina Louise van Daun-Falkenstein (1640–1702) 6. Wilhelmina Sibylla van Daun-Falkenstein (?–?) 7. Karel van Daun-Falkenstein (?–1659) 8. Willem van Daun-Falkenstein (?–?) 9. Johanna Sophia van Daun-Falkenstein (?–?) 10. Hollandina Juliana van Daun-Falkenstein (?–?) | – | 1. Simon Filips van Lippe-Detmold (1632–1650) 2. Herman Otto van Lippe-Detmold (1633–1646) 3. Lodewijk Christiaan van Lippe-Detmold (1636–1646) 4. Dorothea Elisabeth van Sleeswijk-Holstein-Sonderburg-Wiesenburg (1645–1725) | 1. Christiaan Lodewijk van Waldeck-Wildungen (1635–1706) 2. Josias II van Waldeck-Wildungen (1636–1669) 3. Juliana Elisabeth van Waldeck-Wildungen (1637–1707) 4. Anna Sophia van Waldeck-Wildungen (1639–1646) 5. Johanna van Waldeck-Wildungen (1639–1639) 6. Philippina van Waldeck-Wildungen (1643–1644) | 1. Christiane Elisabeth van Sayn-Wittgenstein-Homburg (1643–1678) 2. Filips Ernst van Sayn-Wittgenstein-Homburg (1645–1673) 3. Josias van Sayn-Wittgenstein-Homburg (?–1647) 4. Christiaan van Sayn-Wittgenstein-Homburg (1647–1704) 5. Karel Otto van Sayn-Wittgenstein-Homburg (1648–1709) | 1. Emich Christiaan van Leiningen-Dagsburg-Falkenburg (1642–1702) 2. Johan Lodewijk van Leiningen-Dagsburg-Falkenburg-Guntersblum (1643–1687) 3. Beatrix Elisabeth van Leiningen-Dagsburg-Falkenburg (1644–1644) 4. Diederik van Leiningen-Dagsburg-Falkenburg (1647–1651) 5. Anna Eleonora van Leiningen-Dagsburg-Falkenburg (1650–1661) 6. Alexandrina Juliana van Leiningen-Dagsburg-Falkenburg (1651–1703) | 1. Margaretha van Leiningen-Dagsburg-Emichsburg (1651–?)                                                      | 1. Maria Elisabeth van Leiningen-Dagsburg-Hartenburg (1648–1724) 2. Emich XIV van Leiningen-Dagsburg-Hartenburg (1649–1684) 3. Christiane Magdalena van Leiningen-Dagsburg-Hartenburg (1650–1683) 4. Dorothea Sibylla van Leiningen-Dagsburg-Hartenburg (1652–1658) 5. Charlotte Louise van Leiningen-Dagsburg-Hartenburg (1653–1713) 6. Sophia Juliana van Leiningen-Dagsburg-Hartenburg (1654–1716) 7. Johan Frederik van Leiningen-Dagsburg-Hartenburg (1661–1722) 8. Maria Polyxena van Leiningen-Dagsburg-Hartenburg (1663–1725) | – | – | – | 1. Christian Adolf Freiherr von Effern (1648–?) 2. Dochter (?–?)                                           | |